# Pontones (Jaén)
Pontones es una localidad perteneciente al municipio español de Santiago-Pontones, en la provincia de Jaén, Andalucía. Fue municipio independiente hasta 1975, que junto con la localidad de Santiago de la Espada y otros 25 núcleos de población formaron el actual municipio anteriormente dicho.

## Geografía humana

### Demografía
| Gráfica de evolución demográfica de Pontones entre 1857 y 1970 |
| |
| Población de derecho según los censos de población del INE Población de hecho según los censos de población del INEEntre el censo de 1981 y el anterior, este municipio desaparece porque se agrupa en el municipio 23904 (Santiago Pontones) Entre el censo de 1857 y el anterior, aparece este municipio porque se segrega del municipio 23081 (Segura de la Sierra) |